# Renar inom sibirisk schamanism

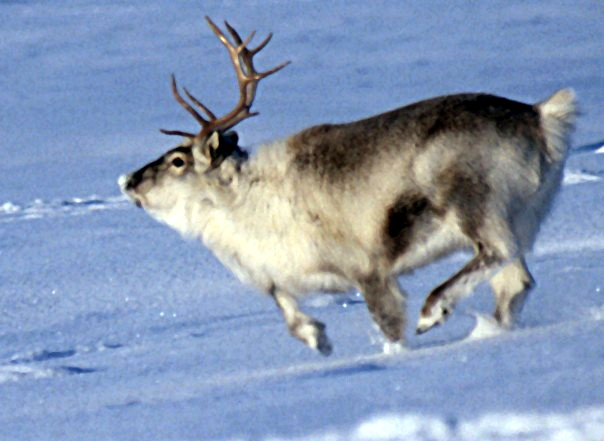
En ren i Svalbard, Norge

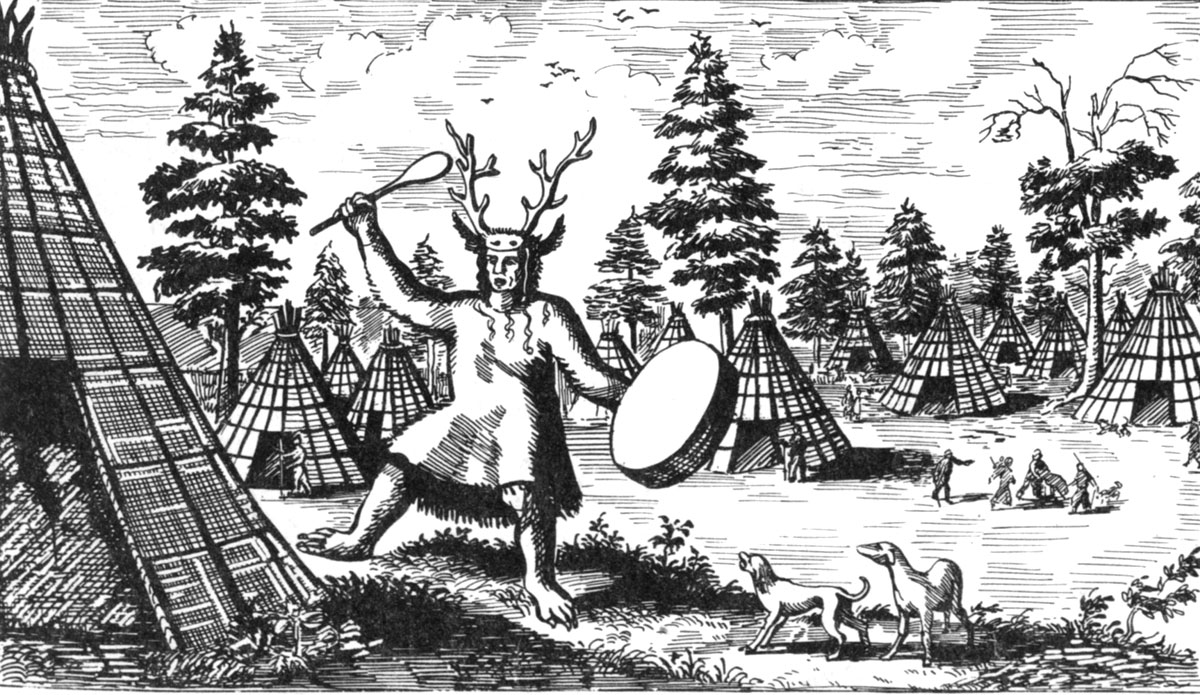
En tungus-schaman som bär horn. Målning från 1600-talet.

Renar inom sibirisk schamanism avspeglar de kulturella samt ekonomiska förhållandena mellan ursprungsbefolkningen i Sibirien, en region i Nordasien, och renarna som finns där. Det involverar de nomadiska renskötarna, de som jagar vild ren och de som tar hand om domesticerade renar. Deras religiösa tro grundar sig på schamanism, och deras traditioner gäller ofta renar i utövandet av religionen.